# Isla Zacate Grande
Isla Zacate Grande är en ö i Honduras.   Den ligger i departementet Departamento de Valle, i den sydvästra delen av landet, 90 km sydväst om huvudstaden Tegucigalpa. Arean är 50 kvadratkilometer. 